# Achtes Buch Sozialgesetzbuch
Das Achte Buch Sozialgesetzbuch (SGB VIII) ist ein vom Deutschen Bundestag und mit Zustimmung des Bundesrates beschlossenes Gesetz und umfasst die bundesgesetzlichen Regelungen in Deutschland, die die Kinder- und Jugendhilfe betreffen. Die Bundesländer haben ergänzend Ausführungsgesetze erlassen.

## Geschichte
Das SGB VIII – Kinder- und Jugendhilfe wurde 1990 als Artikel 1 des Kinder- und Jugendhilfegesetzes (KJHG = „Gesetz zur Neuordnung des Kinder- und Jugendhilferechts“ von 1990) auf den Weg gebracht. Das KJHG trat am 1. Januar 1991 in den westlichen Bundesländern in Kraft und löste das bis dahin geltende deutsche Jugendwohlfahrtsgesetz (JWG) von 1961 ab. In den neuen Bundesländern erlangte das KJHG bereits mit dem Beitrittstermin am 3. Oktober 1990 seine Gültigkeit.
Das KJHG ist ein Artikelgesetz mit insgesamt 24 Artikeln, das neben dem neuen SGB VIII verschiedene bestehende Gesetze zum Zeitpunkt 1991 änderte, zum Beispiel das Bürgerliche Gesetzbuch (BGB) und das Jugendgerichtsgesetz (JGG). Daneben enthält es einige Übergangsvorschriften für die Anwendung des neuen Rechts. Im Zuge der gesetzlichen Neuordnung der Kinder- und Jugendhilfe waren diese Änderungen anderer Gesetze notwendig geworden, da sie im Widerspruch zu den neu gefassten Regelungen standen. 1995 erfolgte die letzte Änderung und 1996 entfielen die letzten im KJHG fixierten zeitweise Einschränkungen zur Umsetzung des SGB VIII.
Im Sprachgebrauch wird „KJHG“ als Begriff gelegentlich noch gleichgesetzt mit „SGB VIII“, obwohl juristisch korrekt das SGB VIII lediglich dem Artikel 1 des KJHG entspricht.

### Ziele des KJHG
Mit dem KJHG von 1990 wurde die politische und fachliche Kritik an der Kontroll- und Eingriffsorientierung des vorherigen Jugendwohlfahrtsgesetz aufgenommen und ein Angebote- und „Leistungsgesetz“ für Kinder, Jugendliche und ihre Eltern geschaffen, das auf Unterstützung und Hilfsangebote setzt. Das Inkrafttreten des KJHG wird daher auch als Paradigmenwechsel in der Kinder- und Jugendhilfe in Deutschland angesehen.
Einerseits ist sein Zuschnitt nun der eines modernen Leistungsgesetzes, andererseits setzt es Traditionen fort, die bereits 1920 durch die Reichsschulkonferenz begründet wurden und in das 1924 in Kraft getretene Reichsgesetz für Jugendwohlfahrt (RJWG) einflossen: Die Kinder- und Jugendhilfe bleibt Teil des Sozialwesens; die Angebote sollen im Wesentlichen von den freien Trägern erbracht werden; die Leistungsverpflichtung liegt überwiegend bei den Kommunen; das Jugendamt bleibt in seiner Doppelstruktur – bestehend aus Verwaltung und Jugendhilfeausschuss – erhalten. Auch eine spezielle Ausformung des Subsidiaritätsprinzips (im jugendhilferechtlichen Sinne der Vorrang freier Träger vor öffentlichen Leistungserbringern; der Vorrang von Selbsthilfe und Unterstützung durch die freie Wohlfahrtspflege gegenüber der öffentlichen Verantwortung) findet hier seine frühe Grundlage. Diese Wurzeln bestimmen bis heute als wesentliche Strukturprinzipien die Kinder- und Jugendhilfe in Deutschland.

## Berechtigte und Leistungsumfang
Das SGB VIII regelt bundeseinheitlich die Leistungen für junge Menschen (Kinder, Jugendliche, junge Volljährige) sowie deren Eltern und Personensorgeberechtigte, die ihren tatsächlichen Aufenthalt in Deutschland haben. Auf die Staatsangehörigkeit kommt es nicht an (§ 6 Abs. 1 Satz 1 SGB VIII). Ausländer müssen sich allerdings rechtmäßig oder auf Grund einer ausländerrechtlichen Duldung in Deutschland aufhalten (§ 6 Abs. 2 SGB VIII). Bestimmte Regelungen des über- und zwischenstaatlichen Rechts zur internationalen Zuständigkeit der deutschen Behörden sind zu berücksichtigen (§ 6 Abs. 4 SGB VIII).
Die Träger der öffentlichen Jugendhilfe (in der Regel also das jeweilige Land als überörtlicher Träger und die Landkreise und kreisfreien Städte als örtliche Träger) sind verantwortlich dafür, dass die Leistungen erbracht werden. Sie richten zur Durchführung ihrer Aufgaben Landesjugendämter und Jugendämter ein.
Leistungen und 'andere Aufgaben' der Kinder- und Jugendhilfe sind:
- Jugendarbeit, Jugendsozialarbeit, erzieherischer Kinder- und Jugendschutz
- Familienförderung
- Kindertagesbetreuung
- Hilfen zur Erziehung
- Hilfen für besondere Lebenslagen der Eltern u. Kinder
- Eingliederungshilfe für seelisch behinderte Kinder und Jugendliche
- Hilfe für junge Volljährige
- Inobhutnahme
- Herausnahme
- Vormundschaft, Beistandschaft
- Registerauskunft an die Mutter (Negativattest = schriftliche Auskunft über Nichtabgabe und Nichtersetzung von Sorgeerklärungen)
- Beurkundungen (Vaterschaftsanerkennung, Unterhalt, Sorgeerklärungen).

Weiterhin regelt das SGB VIII
- welche Behörde örtlich und sachlich zuständig ist,
- die Struktur des Jugendamts sowie des Landesjugendamts,
- Datenschutzangelegenheiten,
- (neuerdings auch) Maßnahmen der Qualitätssicherung der Jugendhilfe,
- das Verhältnis der Kinder- und Jugendhilfeleistungen zu Leistungen anderer zum SGB XII (Sozialhilfe) ist vorrangig, zu Leistungen der Agenturen für Arbeit nachrangig.

Die Angebote (Leistungen), Einrichtungen und Dienste werden überwiegend von den freien Trägern der Jugendhilfe vorgehalten. Das Land Berlin hat aber 12 bezirkseigene Erziehungs- und Familienberatungsstellen. Die 'anderen Aufgaben', wie z. B. Beistandschaften, Beurkundungen und Bewilligung von Negativattesten, können nur vom Jugendamt wahrgenommen werden.
Die Regelung der Kinder- und Jugendhilfe gehört in den Bereich der konkurrierenden Gesetzgebung und der Bund hat von seinem Regelungsrecht mit dem SGB VIII Gebrauch gemacht. Wie in vielen Bundesgesetzen wird aber auch im SGB VIII nur der Rahmen bestimmt; das Nähere wird in Landesausführungsgesetzen (AG KJHG) festgelegt und kann in verschiedenen Bundesländern unterschiedlich geregelt sein. Die Umsetzung liegt gem. § 85 SGB VIII überwiegend bei den örtlichen Trägern der öffentlichen Jugendhilfe (i. d. R. den Kreisen und kreisfreien Städten) soweit nicht der überörtliche Träger zuständig ist (i. d. R. das Land oder Landschaftsverbände). Weiterführende Informationen dazu stehen im Artikel: Kinder- und Jugendhilfe.
Das SGB VIII wurde seit 1991 oft überarbeitet, geändert und novelliert, bis 2012 etwa 40 Mal. Wesentlich wurde es im Rahmen der Neugestaltung des Schwangeren- und Familienrechtes 1992 überarbeitet, mit dem der Rechtsanspruch auf einen Kindergartenplatz bundesrechtlich bestimmt wurde. Wesentliche Änderungen hat das SGB VIII durch das Tagesbetreuungsausbaugesetz (TAG) vom 27. Dezember 2004 (siehe: Kindertagesbetreuung), das Gesetz zur Weiterentwicklung der Kinder- und Jugendhilfe (Kinder- und Jugendhilfeweiterentwicklungsgesetz – KICK) vom 8. September 2005 sowie durch das Kinderförderungsgesetz KiföG vom 10. Dezember 2008 erfahren.

## Verfahren
Allgemein gilt für das Verwaltungsverfahren des SGB VIII, wie für alle besonderen Teile des Sozialgesetzbuchs, das SGB X und ergänzend das SGB I, soweit nicht für einzelne Aufgaben etwas anderes bestimmt ist, z. B. das ehemalige FGG, das FamFG enthält keine Aufgaben mehr.
Kein Antragserfordernis
Leistungen der Jugendhilfe sind ähnlich wie Leistungen der Sozialhilfe nicht von einem förmlichen Antrag abhängig. Anders als in der Sozialhilfe (dort § 18 SGB XII) setzt die Leistung der Jugendhilfe aber nicht mit dem Bekanntwerden eines eventuellen Bedarfs an erzieherischer Hilfe oder Eingliederungshilfe ein. Erforderlich ist eine eindeutige Willensbekundung der Personensorgeberechtigten bzw. des jungen Volljährigen, Hilfe in Anspruch nehmen zu wollen. Nur der § 35a SGB VIII begründet einen eigenständigen Rechtsanspruch des Minderjährigen gegenüber dem Kostenträger.
Kosten einer Jugendhilfe werden nur übernommen, wenn das Jugendamt die Kostenentscheidung auf der Grundlage eigener Ermittlungen getroffen hat. Dazu gehört, dass das Jugendamt einen Bedarf an Erzieherischer Hilfe, Hilfe für junge Volljährige bzw. eine seelische Behinderung im Sinne des § 35a SGB VIII festgestellt hat und eine Entscheidung über im Einzelfall geeignete Hilfsangebote getroffen hat (§ 36a SGB VIII). Die Möglichkeit, für selbst beschaffte Hilfen ohne vorherige Entscheidung des Jugendamtes Kostenerstattung zu erhalten, ist auf enge Ausnahmefälle beschränkt (§ 36a Abs. 2 SGB VIII).
Mitwirkung und Hilfeplan
Am § 36 SGB VIII wird der oben erwähnte Paradigmenwechsel in der öffentlichen Jugendhilfe deutlich. Statt einer einseitigen Verwaltungsentscheidung des Jugendamtes verlangt § 36 SGB VIII eine Kooperation zwischen den Fachkräften der Behörde und den beteiligten Hilfesuchenden. Bestandteil der Kooperation ist eine umfassende Beratung. Der Hilfeprozess und die Entscheidung des Jugendamtes sind in einem Hilfeplan zu dokumentieren. Auch bei der Mitwirkung in familiengerichtlichen Verfahren wurde der Paradigmenwechsel zu Gunsten eines Rechtsanspruchs auf Unterstützung in besonderen Lebenslagen in § 50(1) SGB VIII vollzogen, für welche die Jugendhilfe Ressourcen und  Maßnahmen schaffen, und den Eltern / Kindern anbieten und auf Wunsch erbringen muss. Die Befugnis der Mitsprache in Verfahren der Eltern die Kinder betreffend wurde genau beschrieben § 50(2) SGB VIII damit der Erfolg einer (beiden Elternteilen und Kinder) zu gewährenden Leistung nicht in Frage gestellt wird. Dies löste das Rechtsverhältnis zu den Gerichten und verdeutlicht den uneingeschränkten Anspruch der Eltern und Kinder auf Erbringung von Maßnahmen neben gerichtlicher Verfahren. Die mit der Einführung des FamFG mögliche Beteiligung des JA nach § 162(2) FamFG an Verfahren der Eltern ändert an den Aufgaben und Befugnissen des Jugendamtes aus dem SGB VIII nichts und soll in der Novellierung des SGB VIII seit 2017 präzisiert werden.
Rechtsmittel
Wer glaubt, in seinen Rechten verletzt worden zu sein, kann gegen die Entscheidungen des Jugendamtes, welchen ein Verwaltungsakt zu Grunde liegt, Widerspruch einlegen. Der Widerspruch ist schriftlich oder zur Niederschrift innerhalb eines Monats einzulegen. Nach Erlass des Widerspruchsbescheids kann Klage erhoben werden, sofern dem Widerspruch nicht abgeholfen wurde. Zuständig für Streitigkeiten in Angelegenheiten der Jugendhilfe sind die Gerichte der Verwaltungsgerichtsbarkeit. In einigen Bundesländern, darunter Niedersachsen und Nordrhein-Westfalen, wurde das Widerspruchsverfahren weitgehend abgeschafft, so dass dort der direkte Klageweg offensteht. In Bayern besteht ein Wahlrecht dahingehend, ob eine Entscheidung im Rahmen eines Widerspruchsverfahrens oder auf dem erstinstanziellen Klageweg herbeigeführt werden soll.
Die vermeintlich rechtsfehlerhaften Handlungen außerhalb eines Verwaltungsaktes, z. B. bei den „Anderen Aufgaben“ wie der Mitwirkung, unterliegen auch der gewöhnlichen Zivil- u. Strafgerichtsbarkeit, weil die Handlung i. d. R. nicht durch eine Aufgabe mit Befugnis gedeckt ist. Dies betrifft z. B. Datenschutzverletzungen, Unterlassungsklagen, Widerrufsbedürfnisse, Nötigung etc. und muss sich nicht auf das Amt beschränkten, sondern umfasst auch die natürliche Person, wenn die Handlung nicht eine (im Einzelfall) übertragene Aufgabe mit Mittel durch den Vorgesetzten ist.
Bei Ermessensentscheidungen des Jugendamtes überprüft das Gericht lediglich, ob die Entscheidung ermessensfehlerfrei getroffen wurde. Ist das der Fall, wird das Gericht die Entscheidung des Jugendamts nicht aufheben. Dagegen unterliegt die Auslegung unbestimmter Rechtsbegriffe wie z. B. „eine dem Wohl des Kindes oder des Jugendlichen entsprechende Erziehung“ (§ 27 Abs. 1 SGB VIII) der uneingeschränkten Überprüfung durch das Verwaltungsgericht.

## Datenschutz
Das SGB VIII beinhaltet auch spezielles Recht zum Sozialdatenschutz (§ 61 bis § 68 SGB VIII). Der Erfolg der persönlichen und erzieherischen Hilfe ist in der Regel von einem besonderen Vertrauensverhältnis abhängig (§ 65 SGB VIII). Für andere Aufgaben des Jugendamts wie Amtspflegschaft, Amtsvormundschaft, Beistandschaft und Gegenvormund gilt hingegen nur § 68 SGB VIII. Verletzungen des Datenschutzes könnten beim Landesdatenschutzbeauftragten verfolgt werden, dort könnten ebenso Bußgelder verhängt (Seit der Novellierung DSGVO 2015) und könnte Schadenersatz beigetrieben werden. Dies gilt auch für Verstöße gegen die Informationspflicht und Versagen der Auskunft. Dies geht häufig wirksam einher mit dem Anspruch auf Unterlassung und Widerruf aus dem Zivil- und Strafrecht.

## Reform
Das Bundesministerium für Familie, Senioren, Frauen und Jugend arbeitet seit 2016 an einer weiteren Modernisierung der Kinder- und Jugendhilfe. 2017 entstand ein Referentenentwurf für ein Änderungs-Gesetz, das sogenannte Kinder- und Jugendstärkungsgesetz (KJSG). Aufgrund von anhaltender Verbands-Kritik wurde der Entwurf wieder von der Tagesordnung des Bundesrats genommen. Im November 2018 startete auf Initiative des BMFSFJ ein neuer Dialogprozess zur Modernisierung der Kinder- und Jugendhilfe, um im August 2020 die Ressort-, Länder- und Verbändeabstimmung einzuleiten. Am 9. Juni 2021 trat das Artikelgesetz „Kinder- und Jugendstärkungsgesetz“ (KJSG) mit Veröffentlichung im Bundesgesetzblatt in Kraft.

### Kommentare
- Fieseler, Schleicher, Busch, Wabnitz: Kinder- und Jugendhilferecht. Gemeinschaftskommentar zum SGB VIII. Neuwied 1998, Stand: 39. Akt.lief. Juli 2010
- Hauck, Noftz: SGB VIII Kinder- und Jugendhilfe – Loseblattsammlung mit jeweils aktueller Nachlieferung. ISBN 978-3-503-03183-2
- Winfried Möller, Christoph Nix u. a.: Kurzkommentar zum SGB VIII – Kinder- und Jugendhilfe. 2006/2007, ISBN 3-8252-2859-2
- Johannes Münder, Thomas Meysen, Thomas Trenczek (Hrsg.): Frankfurter Kommentar zum SGB VIII: Kinder- und Jugendhilfe. 8. Auflage. Nomos, Baden-Baden 2018, ISBN 978-3-8487-2232-7
- Walter Schellhorn, Lothar Fischer, Horst Mann, Helmut Schellhorn, Christoph Kern (Hrsg.): SGB VIII/KJHG Kinder- und Jugendhilfe. Kommentar. 4. Auflage. 2011, Verlag Luchterhand, ISBN 978-3-472-07977-4
- Reinhard Wiesner u. a.: SGB VIII (SGB) – Kinder- und Jugendhilfe. 4. Auflage. München 2011, ISBN 978-3-406-59710-7